# Erik Waaler
Erik Waaler (Hamar, 22 febbraio 1903 – Bergen, 3 marzo 1997) è stato un medico norvegese,  conosciuto come uno degli scopritori del fattore reumatoide (RF).

## Biografia

### Primi anni
Suo padre, Per Waaler, era un medico e sua madre, Fredrikke Amalie Rynning Holtermann, compositore e violinista. Erik prese la passione della musica dalla madre e fu primo violinista nella Bergen Symphony Orchestra.
Waaler studiò medicina presso l'Università di Oslo concludendo la sua carriera universitaria nel 1927. Aveva due fratelli, Georg e Rolf. Nel novembre 1929 sposò Esther Fasmer Dahl (1905–1994), figlia del sacerdote e compositore Alf Fasmer Dahl e sorella di Titt Fasmer Dahl.

## Attività scientifica
Dopo aver conseguito la laurea ha lavorato nelle cliniche di Hamar e nella clinica universitaria di Oslo (presso l'University Hospital) ed ha praticato tra il 1929 ed il 1930, come medico in Hamar.
Ha poi trascorso tre anni nel laboratorio batteriologico dell'esercito norvegese a Oslo, due anni presso l'Aker Hospital e, tra il 1935 e il 1936, è stato assistente medico presso l'Empire Hospital di Oslo, dove, nel 1935 vinse un dottorato di ricerca per studi sui bacilli della dissenteria: qui lavorò anche presso il Dipartimento di Patologia come assistente di ricerca. Negli anni 1936 e 1937 fu impegnato per circa un anno presso la Columbia University nel campo della ricerca patologica. Tornò quindi all'University Hospital di Ulleval e tra il 1938 e il 1940 fu prosettore (ovvero responsabile della dissezione dei  cadaveri e preparatore dei pezzi anatomici per le lezioni e gli studi di anatomia) all'Empire Hospital di Oslo.
Durante questo periodo, nel 1939, fece la scoperta per cui divenne famoso: il fattore reumatoide. Waaler comunicò alla comunità scientifica la sua scoperta, ma le sue osservazioni passarono inosservate per quasi un decennio, fino a quando il fenomeno della agglutinazione degli eritrociti di pecora dovuto al siero di pazienti affetti da artrite reumatoide non venne nuovamente scoperto nel 1948 dallo studioso Harry M. Rose, un medico statunitense che esercitava nella città di New York. Da allora questa reazione prende il nome di reazione di Waaler-Rose.
Secondo diversi studiosi un possibile motivo per il quale la pubblicazione Waaler del 1940 attirò poca attenzione da parte della comunità scientifica sta nel fatto che lo stesso scopritore si era dimostrato troppo cauto nel sottolineare le potenzialità diagnostiche della sua scoperta.
A partire dal 1948 fu nominato professore di anatomia patologica e medicina legale all'Università di Bergen, e mantenne questo incarico fino al giorno del suo pensionamento, avvenuto nel 1977.
Tra i diversi incarichi che ebbe modo di ricoprire va ricordata la carica di preside della Facoltà di Medicina (nel periodo 1948-1951) e di rettore (tra il 1954 ed il 1960).
Dal 1947 è membro dell'Accademia norvegese delle Scienze.
È stato cofondatore del Armauer Hansen Research Institute di Addis Abeba, l'istituto etiope di ricerca sulla tubercolosi, HIV, malaria, leishmaniosi e lebbra.
Waaler è stato onorato nel 1959 con l'onorificenza di prima classe dei cavaliere dell'Ordine reale norvegese di Sant'Olav. È stato anche promosso al rango di comandante a partire dal 1973. È stato membro di molti organismi professionali e accademici.